# Aerovega
Aerovega es una aerolínea mexicana con base en Oaxaca, en el estado de Oaxaca en México.

## Historia
Aerovega fue creada en 1995 para servir a los pueblos costeros de Oaxaca.

## Destinos
| Ciudad           | Nombre del aeropuerto                          | Notas        | Referencias  |
| Norteamérica     | Norteamérica                                   | Norteamérica | Norteamérica |
| ---------------- | ---------------------------------------------- | ------------ | ------------ |
| México           |                                                |              |              |
| Huatulco         | Aeropuerto Internacional de Bahías de Huatulco |              |              |
| Oaxaca           | Aeropuerto Internacional Xoxocotlán            |              |              |
| Puerto Escondido | Aeropuerto Internacional de Puerto Escondido   |              |              |

## Flota
| Tipo de avión | En Servicio | Capacidad de pasajeros | Notas |
| Tipo de avión | En Servicio | Total                  | Notas |
| ------------- | ----------- | ---------------------- | ----- |
| Cessna 402    | 1           | 9                      |       |
| Cessna 179    | 1           | 3                      |       |
| Total         | 2           |                        |       |